# 東北省 (阿曼)
東北省是阿曼的一個省，原為東部區的北部。2011年10月28日阿曼政府对行政区划重新调整，原東部区被南北分为東北省及東南省两个省。現時的東北省是原東部區的北部。